# Rough
Rough je treći studijski album američke pjevačice Tine Turner. 

## Popis pjesama
Strana A
1. "Fruits of the Night" - 4:05
2. "The Bitch Is Back" - 3:30
3. "The Woman I'm Supposed to Be" - 3:10
4. "Viva La Money" - 3:14
5. "Funny How Time Slips Away" - 4:08
6. "Earthquake & Hurricane" - 2:30

Strana B
1. "Root, Toot Undisputable Rock 'n Roller" - 4:29
2. "Fire Down Below" - 3:13
3. "Sometimes When We Touch" - 3:54
4. "A Woman In a Man's World" - 2:41
5. "Night Time Is the Right Time" - 6:21